# ابن دمرتاش
شهاب‌الدین، ابوعبدالله محمد دمشقی شهرت‌یافته به ابن دَمِرتاش (۱۲۴۰ -  ۱۳۲۳) (نسب: محمد بن محمد بن محمود بن مکّی بن دمرتاش) نظامی (جُندی=سرباز)، دادیار (شاهد)، پزشک و شاعر شامی بود.    